# カルロ・アルベルト・ディ・サヴォイア

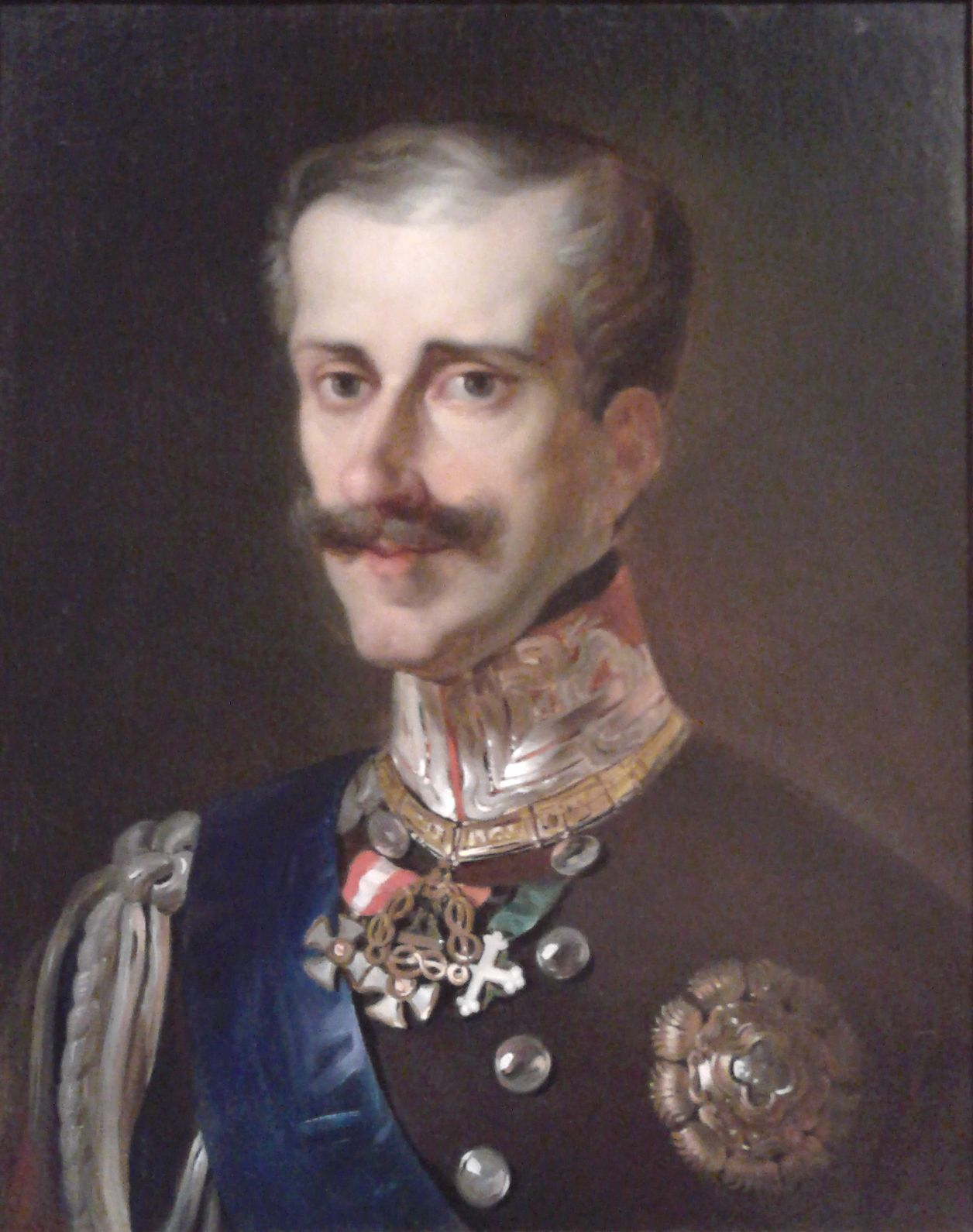
壮年期のカルロ･アルベルト

カルロ・アルベルト（イタリア語: Carlo Alberto, 1798年10月2日 - 1849年7月28日）は、サルデーニャ王国の第7代国王（在位：1831年 - 1849年）。元はカリニャーノ公（在位：1800年 - 1831年）。

## 生涯

### 王位継承
サヴォイア公ヴィットーリオ・アメデーオ1世の弟トンマーゾ・フランチェスコに始まるサヴォイア家の分家サヴォイア＝カリニャーノ家の7代目として、父カルロ・エマヌエーレと母マリア・クリスティーナの間に生まれる。
サヴォイア家の一族とはいえ6世代前に分家した遠戚であり（同族内の婚姻で初代サルデーニャ王ヴィットーリオ・アメデーオ2世の庶出の娘マリーア・ヴィットーリアの血も引いている）、出生時には王位継承者とはほとんど考えられていなかった。しかしヴィットーリオ・アメデーオ3世の息子たちにいずれも男子が得られず、カルロ・エマヌエーレ4世からヴィットーリオ・エマヌエーレ1世、カルロ・フェリーチェと兄弟で王位が継承された末に男子が絶えた。そのため、サリカ法を採るサヴォイア家の継承法によって、カリニャーノ公カルロ・アルベルトがサルデーニャ王となった。

### 治世
カヴールを初めとする王国内の穏健な改革論者に近代化政策を推進させるなど、幾分に進歩的な政策を取った。しかしカルロ・アルベルト自身は御世辞にも進歩主義者を喜ばせる様な人格ではなく、急進的な改革運動には常に批判的で、その鎮圧には武力行使も厭わなかった。熱心なキリスト者、戦争好き（玩具の兵隊と遊ぶ事を最も好む気晴らしとした）と、反動的な君主としての要素を強く持ち合わせていたが、気弱で優柔不断な性格が結果的に穏健派の改革論者との協力に結びついていた。彼の家庭教師を務めたジェルベ・デ・ソナズは「道徳的な意思と力が全く欠如している」と評している。1833年に行われた青年イタリア党への容赦のない弾圧も、絶対君主としての自負によるところが大きいといわれる。
彼の優柔不断な態度は、統治面でも「バランスが良い」というより「一貫性のない」改革を生み出した。法典の近代化を推進しようとする一方で長子相続制や教会裁判所の復活などを盛り込ませたり、近代商業の障害となっていたギルドの解体を法律で定める一方で「宗教的儀式への参加」を理由に残す事を認めるなど、改革の効果を薄める行為をしばしば繰り返した。このような行為は対外的に正統主義の立場を取った事もあり、国内外で彼を孤立させていった。
国民の支持が離れて行く事に危機感を抱いたアルベルトは、統治の後年には積極的に改革派の意見を取り入れたが、その代償として改革派の一部が唱えた極端な民族主義に傾倒してしまった。もとより英雄願望の強かったアルベルトは自らがイタリアを救う英雄となる理想に酔い、現実的状況を考慮しない強硬な反オーストリア主義に偏っていった。

### 第一次イタリア独立戦争

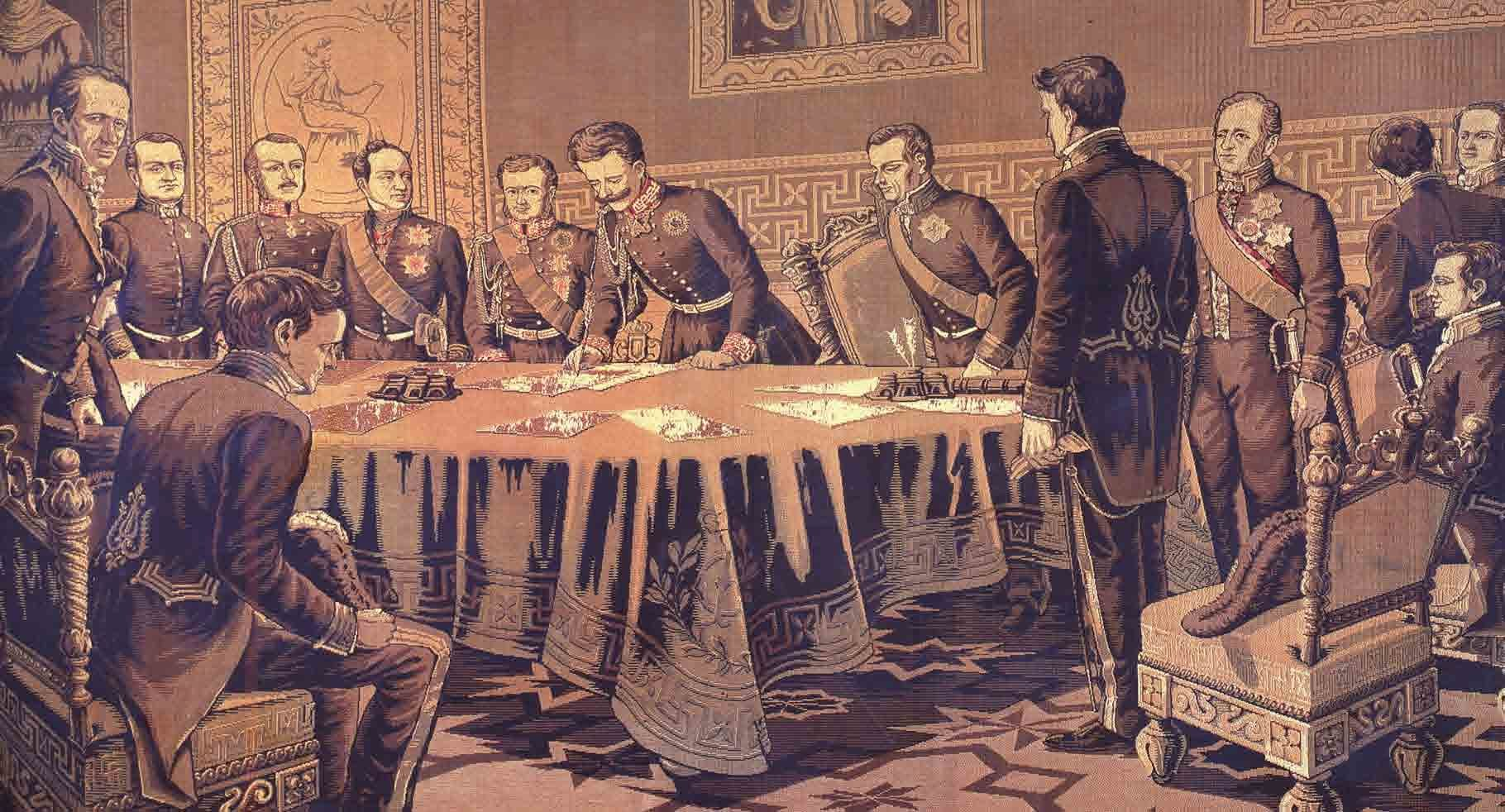
1848年3月4日の憲法に署名するカルロ・アルベルト

1848年にイタリア各地で反オーストリア・反王政の暴動が発生すると、これに乗ずる形でオーストリア帝国に宣戦布告を行う（第1次イタリア独立戦争）。オーストリア軍は北イタリアに駐屯するイタリア人部隊の反乱や民衆軍の組織立った攻撃に大きく動揺していたが、サルデーニャ王国軍はこのチャンスを全く利用できなかった。その理由はアルベルトと共和派色の強い反乱軍の双方が不信から団結できなかったこと、そしてサルデーニャ王国軍が外征の準備を整えていなかったためである。サルデーニャ軍は確かに優れた軍隊だったが、領土の守備や国内警備にのみ特化していた。故にトリノの参謀本部はロンバルディア地方の正確な地図すら用意できず、ミラノの遠征軍との連絡は不十分なものであり続けた。
反乱軍の活躍もあってロンバルディアを占領し、更に共和派のマニン率いるヴェネト共和国が王党派の説得を受けてピエモンテへの合併による「北イタリア王国」の成立を決めた後も、参謀本部の不備とアルベルトの懐疑心は変わらなかった。彼は若き日のガリバルディも加わっていた共和派の反乱軍兵士に賛辞を送る代わりに、あからさまに侮蔑的な態度で接している。また後退を強いられたオーストリア軍がラデツキー将軍の下で体勢を立て直す間、アルベルトは北部諸地域の王党派を支援して共和派を攻撃する事に費やした。
1848年、増援を得たオーストリア軍3万3000名とサルデーニャ軍2万2000名が衝突（クストーツァの戦い）し、オーストリア側は4600名の死者を出しつつも相手方を破った。サルデーニャ側は8000名の損害を出してミラノに撤退した。反乱軍は徹底抗戦の意思を固めていたが、此処にいたっても反乱軍を信用せず、それどころかオーストリアとの内通や王政廃止の謀議を疑っていたアルベルトは自らミラノを捨ててトリノに引き返してしまった。

### 退位
ミラノとヴェネツィアの愛国者を見殺しにして結ばれた休戦の後、サルデーニャの兵士や将校には絶望感が蔓延していた。非難の矛先を向けられたアルベルトは、その翌年に全軍を結集してオーストリア軍に決戦を挑んだ（ノヴァーラの戦い）。しかし以前の問題点が何ら解決されないままに、好機だけが失われた状況で行われた戦いに勝機が在る筈もなく、むしろ皮肉にもオーストリアの勝利とアルベルトの権威失墜を決定付ける結果になった。完全に立場を失ったアルベルトはポルトガルに亡命、同年死去した。
現フランス領のアルベールヴィルの名はカルロ・アルベルト（フランス語名はシャルル・アルベール：Charles Albert）にちなんで付けられている。

## 家族
1817年にトスカーナ大公フェルディナンド3世の娘マリーア・テレーザと結婚し、3人の子をもうけた。
- ヴィットーリオ・エマヌエーレ（1820年 - 1878年） - イタリア王
- マリーア・クリスティーナ（1826年 - 1827年）
- フェルディナンド（1822年 - 1855年） - 初代ジェノヴァ公、ウンベルト1世の王妃マルゲリータの父